# غلامحسین رهبرپور
غلامحسین رهبرپور (۱۳۳۱تویسرکان -) نماینده مجلس شورای اسلامی در دوره دوم از حوزه انتخابیه تویسرکان و روحانی شیعه و قاضی دادگاه‌های انقلاب استان تهران بود.
وی تحصیلاتش را در مدرسه حقانی گذراند و در اولین مأموریت خود در دستگاه قضایی همراه رازینی و یونسی و سلیمی از طرف قدوسی مأموریت پیدا می‌کند تا احکام حبس در مورد متهمان مواد مخدر که خلخالی صادر کرده بود را بررسی کند. پس از این بررسی‌ها شماری از محکومین به حبس‌های کمتر و برخی نیز آزاد می‌شود. وی مدتی در دادگستری به عنوان حاکم شرع در دادگاه‌های انقلاب که مهم‌ترین آنها حضور در زندان اوین در دهه شصت به همراه لاجوردی بود. وی در ان دوره به عنوان حاکم شرع در زندان اوین مستقر بود و احکام را برای حبس یا شکنجه یا اعدام صادر می‌کرد.
رهبر پور همچنین مدتی نماینده مجلس شورای اسلامی در دوره دوم از حوزه انتخابیه تویسرکان بود. پس از آن رهبرپور از سال ۶۸ تا ۷۶ رئیس دادگاه انقلاب تهران (مرکز) شد. در این دوره است که قتل‌های زنجیره ای در تهران صورت گرفته و همچنین احکام زندان برای فعالان سیاسی صادر می‌شود که می‌توان به پرونده نامه ۹۰ امضایی و قتل سه کشیشی مسیحی طاطاوس میکائیلیان و مهدی دیباج و هایک هوْسِپیان مِهر و نشان دادن سه زن به عنوان قاتل دستور وزارت اطلاعات از عضو سازمان مجاهدین خلق به نامهای بتول وافری، مریم شهبازپور و فرحناز انامی را به اتهام قتل کشیشها برخی از موارد همکاری او با دستگاه‌های امنیتی در جهت نقض حقوق بشر می‌باشد. وی سر انجام به سمت معاون دیوان عدالت اداری رسیده و در این سمت بازنشسته می‌شود. وی سپس به عنوان وکیل پایه یک فعالیت‌های خود را پی می‌گیرد. 